# War Thunder
War Thunder — масова багатокористувальницька онлайн-гра. Присвячена бойовій техніці 20-21 Століття . Проєкт розробляється і видається російською компанією Gaijin Entertainment. Станом на 1 травня 2013 проєкт знаходився у стадії відкритого бета-тесту.
Користувачеві пропонується взяти участь в боях на багатьох ігрових мапах. Приділено велику кількість техніки.

## Історія розробки
Розробка гри почалась 2009 року.
Ил-2 Штурмовик: Крылатые хищники, Apache: Air Assault та Birds of Steel — попередні авіаційні ігри Gaijin Entertainment, досвід створення яких застосовується в роботі над новим проєктом.
1 Квітня 2011 відбувся анонс проєкту World of Planes. Деякі ігрові ЗМІ сприйняли і ретранслювали цей анонс як першоквітневий жарт, проте новина виявилася правдивою: Gaijin Entertainment підтвердили факт розробки World of Planes — браузерного симулятора військової техніки (кораблів, танків і літаків).
6 Червня 2011 стартувала процедура прийому заявок на закритий альфа-тест World of Planes.
17 Червня 2011 був запущений офіційний сайт проєкту.
25 Серпня 2011 на YouTube опублікований перший офіційний трейлер з гри — відеоролик з DirectX9 бенчмарка альфа-версії гри. У ролику показаний реальний геймплей ранньої версії гри, американські і японські винищувачі і бомбардувальники, військовий флот, у тому числі авіаносці.
6 Вересня 2011 став доступний новий трейлер, змонтований із запису ігрового процесу в альфа-версії гри. Новий ролик демонструє локацію Кубань, повітряні бої між радянськими та німецькими літаками, битви наземної техніки (танків), штурмування наземний цілей.
6−9 Жовтня 2011 World of Planes демонструвався на виставці Ігромір-2011. Усім охочим була надана можливість пограти в альфа-версію на стенді проєкту.
На початку жовтня був запущений закритий альфа-тест. Участь у тестуванні брали віртуальні пілоти з Росії, країн СНД, з країн Європи та Північної Америки. Геймплейні ролики, зняті в альфа-версії деякими з тестерів, були допущені до публікації розробником.
10 Жовтня 2011 був опублікований новий трейлер. У ролику показаний повітряний бій над Британією, СРСР і на Тихоокеанському ТВД, наземні бої і штурмовка наземних і морських цілей. Вперше показані реактивні винищувачі F-86 і Міг-15.
24 Грудня 2011 розробники анонсували початок ЗБТ World of Planes — перший квартал 2012 року
9 Січня 2012 популярне британське ігрове видання PC Gamer включило World of Planes до свого списку «Найкращих ігор 2012 року» в розряді ММО.
24 січня 2012 розробник і видавець гри Gaijin Entertainment оголосив про зміну офіційної назви проєкту на «War Thunder» у зв'язку з тим, що в майбутньому ігровий всесвіт буде розширений за межі авіасимулятора и дасть можливість керувати також і наземною, и морською технікою в одному бою. Цього ж дня був перезапущений офіційний сайт гри.
30 березня 2012 Стартував закритий бета-тест War Thunder.
10 серпня 2012 гра перейшла на новий етап — Глобальна бета, досі в закритому режимі, за запрошеннями.
14 травня 2013 — вийшов тизерний ролик наземної техніки.

## Загальні відомості про гру

### Про гру
- Гра була анонсована 1 квітня 2011.
- У першу чергу було реалізовано дерево розвитку літаків, а вже потім через популярність тоді World of Tanks було додано дерево розвитку танків
- Екіпажі різних видів військової техніки (танки, літаки, кораблі) можна розвивати по різним показникам, наприклад стійкість до перенавантаження для пілота, чи вправність в перемиканні передач для механіка-водія
- Всю техніку в грі можна кастомізувати візуально (наклейки, 3D прикраси по типу різної зброї тощо). Літакам, та гелікоптерам можна обирати корисне навантаження (НКР, ПТКР тощо).
- Сервери гри розташовані в різних країнах
- Льотна модель створена з нуля з урахуванням досвіду гри Крилаті Хижаки.
- Є можливість записувати відео, у тому числі з безлічі різних камер для відео повторів і користувальницьких роликів.
- Збереження історичної достовірності є одним з важливих пріоритетів.

### Технічна частина
- Гра War Thunder створювалася на третій версії ігрового рушія Dagor Engine. Технологія належить власне розробнику гри, компанії Gaijin Entertainment.
- Рушієм підтримуються текстури у високій роздільній здатності, сучасні технології освітлення, а також 3D і TripleHead відео-режими.
- Звук для гри готувався протягом довгого часу: записувався звук моторів реальних літаків часів Другої світової[11].
- Музика до гри створювалася за участю Балтійського симфонічного оркестру і російських і зарубіжних композиторів. Заголовна тема написана американським композитором Джеремі Соул (Jeremy Soule), 33 оркестрові композиції були написані російськими композиторами в наступному співвідношенні: 21 — Георгій Жеряков (Georgy Zheryakov) і 12 — Захар Антонов (Zahar Antonov). Роботи по запису і відома здійснені російською компанією займається виключно звуком і музикою в іграх — Strategic Music. Крім того в грі представлені кілька класичних оркестрових композицій[12].

### Локалізація
Гра WarThunder підтримує 18 мов: англійську, російську, німецьку, французьку, польську, чеську, турецьку, італійську, іспанську, китайську (спрощену), китайську (традиційну), японську, корейську, португальську, угорську, білоруську, сербську та українську. Українську локалізацію було офіційно додано до гри 18 вересня 2017 року.

### Сюжетна частина
- Планується створення глобальної багатокористувацької війни, але він ще знаходиться в розробці і може бути введений в гру не відразу в день релізу.
- Режим PvP пропонує тривалу 'Динамічну кампанію', завдання в якої засновані на реальних історичних подіях на фронтах Другої світової війни.

### Ігровий процес
Бойові машини поділяються на три основні категорії: авіація, наземні та флот, а режими гри - на аркадний, реалістичний та симулятор. Авіація поділяється на літаки та гвинтокрили, флот - на "військово-морський флот", з кораблями розміром від есмінця до крейсера й лінкора та "флот внутрішніх вод", з меншими кораблями та катерами, такими як моторний торпедний човен, канонерський човен, мисливець за підводними човнами та фрегат. Також доступні однокористувацький режим, присвячений історичним битвам, та режим кооперативної гри на виживання у  боротьбі з наземною технікою та літальними апаратами, що керуються ШІ.
- Залежно від режиму гри гравці можуть стартувати або з аеродромів, або відразу в небі.
- Одночасно взяти участь у битві на одній карті можуть до 32-х гравців (заявлено, що технічно можливо і більше).
- Гравець автоматично отримує інформацію про виявлених союзниками супротивників. Враховуються сліпі зони (індикація залежить від налаштувань матчу).
- Боєкомплект і паливо закінчується. Доводиться повертатися на базу на дозаправку і поповнення боєкомплекту (залежить від налаштувань матчу).
- Можливо буде виконувати такі маневри, як «Іммельман» і подібні, засновані на відмінностях в конструкції і аеродинамічній стійкості літаків.
- У місіях реалізовані нічні битви.
- Реалізовано форсаж двигуна.
- Залежно від режиму гри дотримується баланс за кількістю гравців.
- Балістика реалістична, з урахуванням впливів середовища, типів снарядів тощо.
- Літаки можуть мати різне підвісне озброєння — бомби, ракети, торпеди тощо.
- В кабіні літаків промальовані руки і ноги пілотів.

Вибравши ВПС СРСР, Німеччини, Японії, Англії або США, гравці отримають доступ до літаків відповідної нації та зможуть, отримуючи досвід, модернізувати їх, в кінці прокачавшись до реактивної авіації.

#### PvP
- Випадкові бої — основний режим багатокористувацької мережевої гри. Битви будуються по ряду сценаріїв і з відповідними бойовими завданнями, виконання яких — запорука перемоги команди. Гравці б'ються за перевагу в повітрі або на аеродромах, штурмують або обороняють укріплені позиції, конвоюють або знищують конвої або танкові клини, забезпечують повітряне прикриття морській піхоті або під прикриттям ночі торпедують авіаносці — доступна маса реалістичних і історично можливих сценаріїв боїв.
- Глобальна війна — наймасштабніший ігровий режим, який перетворює гру в комплексну реконструкцію війни. Гравцям належить вибрати свою сторону в цій війні і боротися до перемоги: тиждень, місяць, квартал — поки сили противника не вичерпаються і глобальна картка не буде перекроєна під ваші лекала. Режим Глобальної війни стане доступний через деякий час після виходу гри.
- Пісочниця — режим дає доступ до редактора місій, зокрема можна вибрати фронт і рік, точне місце, час дня і погоду; визначити, яку реальну військово-повітряну операцію взяти за основу; безліч варіантів налаштувань місій та складності управління літаком. Тобто режим має широким інструментарієм для проведення приватних ігор.

На момент старту відкритого бета тесту доступні режими:
- Аркада (випадкові бої, для гри доступні всі нації, за сесію для вильоту доступно до 9 літаків)
- Реалістичні бої (випадкові бої з реалістичної моделлю польоту, обмеженням беруть участь країн і одним доступним для вильоту літаком за сесію)
- Полігон (див. вище)
- Одиночні місії (заздалегідь створені сценарії, де за кожну сторону до гри можуть приєднатися живі гравці)
- Симуляторні бої (фактично, історичні бої, але з єдиним доступним видом з кабіни, ще більш ускладненою моделлю польоту і зіткненнями дружніх літаків при зльоті)

#### PvE
- Динамічна кампанія — кілька наборів взаємопов'язаних місій, які послідовно пропонуються гравцеві, закономірно змінюючись з урахуванням результатів виконання кожного попереднього завдання. Головна особливість Динамічної кампанії в тому, що вона дає гравцям відмінний шанс вплинути на хід змодельованих в грі реальних військових операцій часів Другої світової. Виконувати місії можна як поодинці (з партнерами, керованими ШІ), так і об'єднавшись з ще 3 гравцями онлайн в ланку.
- Швидкий редактор місій — як і Пісочниця, цей режим забезпечує гравця широким інструментарієм для створення власних місій. Основна відмінність — битися доведеться проти ворога, керованого ШІ, а на допомогу собі гравець може взяти ще тільки 3 друзів.
- Користувальницькі місії.

### Розвиток гравця
- За запевненням розробників, в War Thunder гравець зможе розвивати навички команди: пілота, механіка, стрільців. Це, як правило, фізичні параметри, які можуть відрізнятися у різних людей і розвиватися тренуваннями-витривалість, влучність (для ШІ стрільців), пильність і спостережливість, стійкість до перевантажень і так далі.
- Також гравець буде розвивати свій літак (відповідно історичним реаліям і ігровому балансом) — це означає підвісне озброєння, вибір боєзапасу, більш налагоджений двигун літака і більше надійна зброя (початково гравець отримує старий і зношений літак) тощо.

### Інтерфейс і управління
- За замовчуванням можна літати з клавіатури і мишки, але для повноти відчуттів, бажано, мати джойстик; також підтримується геймпад для Windows.
- Управління в грі не можна назвати максимально зручним, який грає велику частину часу «бореться» з керуванням своїм літаком, ніж з літаком противника.
- Буде підтримка TrackIR.

### Ігровий світ
- Розмір карт досягає 100х100 км (зазвичай 65х65). Для реактивних літаків часів Корейської війни — 200x200 км. Якщо знадобиться, можливо, збільшення, наприклад, до 300x300 км.
- Можна знищувати будинки, дерева і мости, іноді навіть потрібно.
- Залежно від карти число аеродромів буде змінюватися.
- Технічно вже реалізовані погодні умови (вітер, дощ, сніг тощо), З 22 листопада було введено.
- Наземна бойова техніка буде рухатися і вести бій в реальному часі.
- Буде реалізована різна піхота, в основному — самостійні одиниці
- Наземні юніти можуть управлятися ШІ і скриптами.
- Будуть введені особливості для PvE режими гри — подробиць поки немає.

### Онлайн
- Гра буде здійснюватися на виділених серверах.
- Абонентської плати не буде.
- DRM захисту (технічні засоби захисту авторських прав) не буде.
- Буде кооперативний режим.

## Техніка, представлена у грі
У War Thunder будуть представлені три види військ, які зможуть брати участь в одному бою, або ж окремо. Зміна видів військової техніки буде здійснюватися через один клієнт гри в головному меню за допомогою трьох вкладок «Авіація», «Армія» і «Флот», які вже представлені в бета-версії гри, але ще не функціонують.
Примітно, що друга вкладка названа «Армія», а не «Бронетехніка» або «Танки», що наводить на підозри, що наземна техніка не буде обмежена тільки бронетанковими військами.

### Авіація
У бета-тестуванні бере участь більше двох сотень літаків, проте розробники планують збільшувати їх кількість. Не всі літаки забезпечені деталізованими кабінами пілота. До релізу планується постачити кабінами всі ЛА, доступні в грі.
«Релізний лінійки» літаків були викладені на офіційному сайті проєкту ще в березні, до офіційного старту ЗБТ. Вони вказували літаки, які планувалося ввести в гру до релізу. Але за багатьма параметрами на даний момент, план «релізний лінійок» був вже перевиконано.
Зараз у грі представлені літаки різних країн (СРСР, Німеччина, США, Японія, Велика Британія, Італія, Австралія, Франція, Ізраїль та Фінляндія). Рідкісні літаки, побудовані в єдиних екземплярах; а так само, «трофейні» в основному є преміумного, тобто не входять в основну «Лінійку розвитку», які є «Подарунковий», або їх можна купити.
У грі представлені різні класи літаків часів 30-50 років: бомбардувальники різних типів, штурмовики, винищувачі тощо.

### Бронетехніка
Закрите бета-тестування керованої гравцями наземної техніки розпочалося 4 грудня 2013 року, відкритий бета-тест стартував 8 травня 2014 року. Танки та інша бронетехніка доступна в лінійках усіх десяти країн — СРСР, Німеччини, США, Великобританії, Японії, Італії, Франції, Китаю, Швеції та Ізраїлю.

### Флот
Надводна техніка — ще один вид військ, керованих гравцями, який буде найближчим часом представлений в грі War Thunder. Скріншоти з першими зразками японських кораблів, які будуть в «лінійці розвитку», вже опубліковані на офіційному сайті.

## War Thunder і злочинність

### Звинувачення у фінансуванні сепаратистів
У січні 2021 року видавця War Thunder звинуватили в опосередкованому фінансуванні проросійських сепаратистів у війні на Донбасі через те, що логотипи гри з'явилися у відео на каналі High Caliber Mayhem. Відео з рекламою War Thunder було видалено з YouTube-каналу High Caliber Mayhem.
У відповідь на суперечку видавець заявив: «Ми нікому ніде не надаємо політичну підтримку. Ми нічого не знаємо про політику і вважаємо за краще не втручатися в неї. Наше агентство, яке замовило рекламу у згаданому відео, видалило його, коли зрозуміло, що вони можуть втягнути нас у політичну дискусію».

### Публікування державної таємниці на форумі
У липні 2021 року один з гравців із Великої Британії надіслав розробниками повідомлення на форумі, що зображення в грі танка Challenger 2 AESP має неточності. Гравець, представившись командиром такого танка, прикріпив фото документації справжньої військової техніки, що привернуло увагу Міністерства оборони Великої Британії, адже документація виявилася державною таємницею, хоча і з грифом «розсекречено». Модератор форуму повідомив, що потрібне підтвердження розсекречення, в іншому випадку гравцеві загрожує до 14 років позбавлення волі. Викладені фото було видалено.